# Personelkommandoen
Personelkommandoen (PKOM) (tidligere Forsvarsministeriets Personalestyrelse (FPS)) er ansvarlig for personaleområdet og driften af HR i Forsvaret, Hjemmeværnet, Beredskabsstyrelsen, Forsvarsministeriets Departement, Forsvarsministeriets Materiel- og Indkøbsstyrelse, Forsvarsministeriets Ejendomsstyrelse og Forsvarsministeriets Regnskabsstyrelse.
Forsvarsministeriets Personalestyrelse (nu Personelkommandoen) blev oprettet 1. oktober 2014, hvor Forsvarsministeriets Center for Arbejdsmiljø (FCA) og Veterancentret blev en del af styrelsen. Forud herfor var Forsvarets Personeltjeneste, med en tilsvarende organisering og medarbejderskare, en del af Forsvarskommandoen.
Se styrelsens kernefortælling her. Arkiveret 19. oktober 2020 hos  Wayback Machine

## Organisering
Personelkommandoen består af en kundedivision, en forretningsdivision, et service- og administrationssekretariat, et ledelsessekretariat og et veterancenter.

## Opgaver og ydelser
Personelkommandoen er organiseret efter en partnermodel, hvor lokale HR-enheder rådgiver myndighedscheferne om HR i Forsvarsministeriets koncern. Udover rådgivningsopgaven omsætter styrelsen Forsvarsministeriets personalestrategier til konkrete HR-initiativer og varetager HR-driften på en lang række områder. Personelkommandoen behandler bl.a. arbejdsskade- og erstatningssager samt personalejuridiske sager, forhandler overenskomster, rekrutterer til Forsvarets uddannelser og værnepligt og faciliterer bemanding til myndigheder og internationale operationer. Personelkommandoen rådgiver ministerområdets myndigheder om indsatser på arbejdsmiljøområdet og er ansvarlig for at gennemføre uddannelser indenfor arbejdsmiljø.
Veterancentret er forankret i Personelkommandoen og er ansvarlig for at koordinere indsatsen rettet mod veteraner og pårørende før, under og efter udsendelse.

## Placering
Udover hovedsædet i Ballerup er styrelsen fordelt på et antal geografiske lokaliteter landet over, herunder bl.a. Hjørring, Aalborg, Aarhus, Nuuk, Karup, Fredericia, Slagelse, Ringsted og Høvelte.

## Værnepligt og rekruttering
Personelkommandoen rekrutterer både til Forsvarets militære uddannelser, forvalter værnepligten i Forsvaret og støtter rekruttering til militære og civile stillinger indenfor Forsvarsministeriets myndighedsområde.
Dele af Forsvarets Rekruttering er placeret i Ballerup sammen med det øvrige centrale Personelkommandoen. 
Selektionssektionen, som foretager afprøvning til Forsvarets militære uddannelser og udvalgte stillinger, er placeret i Jonstruplejren, mens rekrutteringscentrene, som afholder Forsvarets Dag, (som tidligere blev kaldt for ”session”), er placeret i hhv. Høvelte, Slagelse, Fredericia, Herning og Aalborg.